# 爪营乡
爪营乡，是中华人民共和国河南省開封市兰考县下辖的一个乡镇级行政单位。

## 行政区划
爪营乡下辖以下地区：
一村、二村、三村、四村、曹庄村、栗西村、栗东村、齐场村、程庄村、卜场村、黄窑村、朱场村、程场村、贾寨村和樊寨村。